# Gerson Pereira dos Santos
Gerson  Pereira dos Santos, (Mata de São João, 29 de fevereiro de 1932)  Salvador, 5 de março de 2014),  foi um jurista, professor, escritor e magistrado brasileiro,  imortal da Academia de Letras da Bahia, Cadeira 32,  que foi presidente do Tribunal de Justiça do Estado da Bahia entre 1988 e 1989. 

 

## Biografia
Na atividade docente foi professor de professor de Direito Penal e Criminologia da Faculdade de Direito da Universidade Federal da Bahia, entre 1975 e 1979. 
Entre suas obras estão novações do Código Penal, de 1988; Do passado ao futuro em Direito Penal, em 1991; Aquelas noites tristes de exílio, de 2003; e Do Castelo 
Em 28 de novembro de 1991, tomou posse como imortal da Cadeira 32 da Academia de Letras da Bahia.     